# Гутов (Росток)
Гутов (нім. Gutow) — громада в Німеччині, розташована в землі Мекленбург-Передня Померанія. Входить до складу району Росток. Складова частина об'єднання громад Гюстров-Ланд.
Площа — 23,42 км2. Населення становить 1002 ос. (станом на 31 грудня 2020).

## Галерея

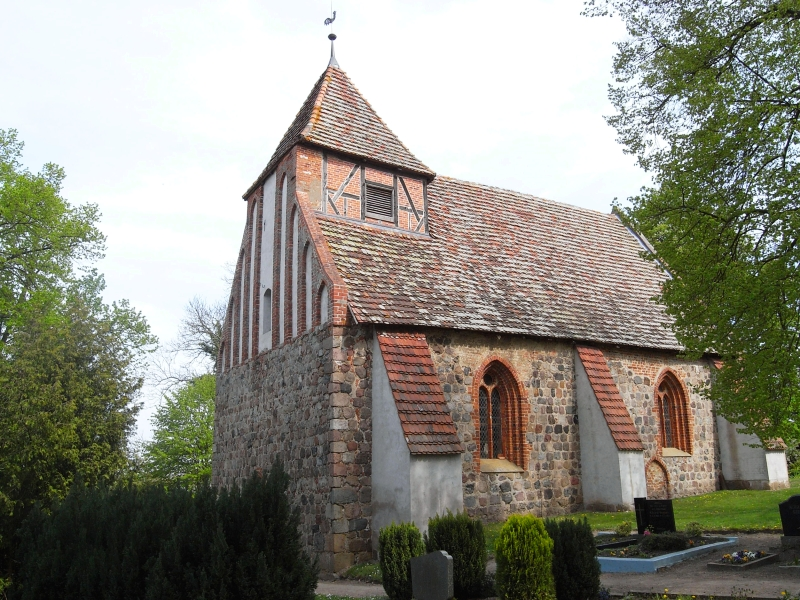
links